# 2025年環台軍事演練
2025年環台軍事演練是中国人民解放军东部战区于北京时间2025年4月1日至4月2日组织战区陆、海、空及火箭军，在马祖、台湾本岛周边进行的军事演习，其中4月2日位於台湾海峡中部、南部的演习代号为“海峡雷霆—2025A”。

## 背景
在此次演习前不久的2025年2月26日，中国人民解放军海军在高雄、屏東外海进行无预警演练，项目包括实弹射击，参加演练的包括至少32架次飞机和若干军舰，其中22架次穿越臺灣海峽中線及其延长线，进入台湾岛北部及西南空域。本次演练事先没有预告，也没有对外公布行动代号，被认为是一次突然袭击。中華民國國軍海陆空三军进行警戒。翌日，中华民国行政院院長卓榮泰表示，希望中国大陆能对这种行为有所自制，並請國軍持續嚴防周邊各個狀況。中華民國國防部亦对解放军行为予以谴责。同日，中华人民共和国国防部新闻局局长、国防部新闻发言人吴谦大校在例行记者会上回答关于不久前國军“漢光41號”演习的问题时，抨击了美国“以台制华”和台湾民进党政府“倚美谋独”、“以武拒统”的企图，喊话台方称“螳臂当车只能自取灭亡，早晚要来收了你们。”
3月13日，中華民國總統賴清德於《反分裂國家法》20週年前夕召開的國安會議後發表談話，除針對台灣面對的國安及統戰威脅提出17項因應策略外，並稱中國是《反滲透法》所定義的「境外敵對勢力」。
4月1日，中華民國國防部部长顧立雄表示，自3月29日起陆续掌握航母山东舰编队等机舰动态，已于昨天（3月31日）进入国军“应变区”，表明解放军从3月底已经开始准备进行军事行动。

## 军演经过

### 4月1日
北京时间2025年4月1日上午7时许，新华社援引东部战区新闻发言人施毅陆军大校消息，中国人民解放军东部战区组织陆军、海军、空军、火箭军等兵力，位台岛周边组织舰机多向抵近台岛，重点演练海空战备警巡、夺取综合制权、对海对陆打击、要域要道封控等科目。官方命名此次演练为“4·1东部战区联合演训”。同日，中国海警局东海分局新闻发言人朱安庆表示，多支海警舰艇编队位台岛周边海域组织执法巡查，开展临检拿捕、拦截扣押等科目演练。福建海警组织舰艇编队位东引岛、烏坵屿附近海域开展综合执法巡查。
4月1日上午，东部战区融媒体中心发布三张繁体字海报，主题分别为《进逼》《慑封》《毁瘫》，以及题为《壳》的动漫，表现了賴清德以“和平”、“自由”、“民主”、“繁荣”为幌子，对内“去蔣化”、制订“绿色恐怖”的“国安17条”迫害政敌（柯文哲、高安國等），对外加强军购、倚美谋“独”的卖台行为。动漫中的赖清德被画成一只在火上烤的蛀虫，这是蔣中正之后中共官方首次对台湾主要领导人进行丑化，署名“北平峰”的中国官媒评论更是指控赖清德在台湾实行“军事法西斯纳粹独裁统治”。同日，东部战区发布题为《降妖除魔》的动画，选取了2024年大火的游戏《黑神话：悟空》的素材，片中出现了台北101大楼和汉口街的画面，以及卫星定位锁定台湾，模拟导弹攻击中華民國總統府所在地臺北市中正区，这是解放军首次明确释出攻击目标。但台湾媒体《中國時報》认为，这条影片的“大内宣”味道更浓。国军退役少将栗正杰则在中天電視《全球大视野》节目中表达了不同观点。他认为，这条影片信息量很大：影片中汉口街上警车带领着战车的画面实际上是国军的万钧演习，即在发生战事的情况下总统乘坐装甲车在警车护送下前往衡山指挥所，表明解放军可能已经了解了总统的转移路线，可以进行“斩首作战”，恫吓意味浓厚。官方媒体释出的演习视频首次出现了被称为轟-6K轟炸機掛載“航母杀手”鹰击21反舰导弹的畫面，该装备被认为能有效阻止美军的干预。根据中华民国国防部的数据，当天有至少76架次（其中逾越海峽中線37架次）解放军军机及15艘军舰、4艘公務船逼近台湾。

### 4月2日
正当外界普遍认为这与2月的演习一样，是一次突然的无预警无代号的演习时，4月2日，即军演第二天，东部战区正式对外公布了本次军演代号“海峡雷霆—2025A”，但演习开始于4月2日，演习范围只包括“台灣海峽中部、南部相关海域”，训练科目为“查证识别、警告驱离、拦截扣押等”，与之前公布的时间、范围和科目都有所不同，可见“海峡雷霆”并非整场演习的代号，4月1日的演习并不属于“海峡雷霆”的范畴。东部战区发言人没有说明演习将于何时结束。
4月2日，东部战区陆军部队按照演练计划，位东海相关海域实施远程火力实弹射击演练，对重要港口、能源设施等模拟目标进行打击。“山东”舰航母编队位台岛以东海空域，与海空兵力进行舰机协同、区域制空、对海对陆打击等科目演练。中国人民解放军国防大学国家安全学院教授张弛介绍，山东舰航母编队参加演练表明解放军快速反应、精打击要、体系联动的能力在不断增强。它占据了咽喉要道，形成了一道坚固的海上屏障。航母编队在台岛以东区域的存在，有助于从军事上阻断“台独”势力的能源资源进口的生命线、获得外来援助的支援线和逃避制裁的外逃线。後來東部戰區又模擬使用PHL-191箱式火箭炮向高雄永安液化天然氣接收站進行打擊，導致运输天然气到臺中液化天然氣接收站惠比須號货轮轨迹疑似受到演習影响，中華民國經濟部对此做出澄清，但確定的是東部戰區已將中華民國的能源設施列為優先摧毀目標，除此之外，解放軍還在東海海域實施遠程火力實彈射擊演練。中华民国国防部表示，当天有至少59架次（其中31架次逾越海峽中線進入北部、中部、西南及東部空域）解放军军机及23艘军舰逼近台湾。海巡署在記者會中釋出的影像證實中國海警2305艦進入台島24浬鄰接區，中央广播电视总台下属融媒体玉渊谭天称对台演练最近距离不足20海里。
4月2日，东部战区发布题为《锁控》的海报。中国人民解放军新闻传播中心官方账号“钧正平工作室”发表题为《“台独”意味着战争，勿謂言之不預也》的评论。中国海警局发布题为《净海》的环台岛执法管控主题视频。
4月2日19时许，东部战区发布消息称，已圆满完成联合演训各项任务，全面检验了部队一体化联合作战能力。战区部队时刻保持高度戒备，持续加强练兵备战，坚决挫败一切“台独”分裂行径。台湾時事評論員郭正亮分析，因为美国正忙于发动关税战和处理俄乌战争，而习近平将在5月9日访问俄罗斯并出席胜利日纪念活动，都没有充足时间制造大事件，所以這次軍演比較像是一個折衷的動作，終極動作预计将在5月20日，即赖清德就职一周年之後，届时赖清德可能又会发表类似“两岸互不隶属”、“境外敌对势力”的言论，解放军会再次对台湾发动局部封锁。

### 4月3日
4月3日，《解放军报》发布署名“钧声”的评论，题为《谋“独”挑衅必遭严惩 祖国统一必将实现》，直指赖清德为“麻烦制造者”、“危险制造者”，“战争制造者”；《人民日报》发布署名“钟一平”的评论，题为《堅決懲戒賴清德 全力捍衛台海和平》，提出“赖清德当局每挑衅一次，军事慑压就进逼一步”。
4月3日6点47分，美國海軍的P-8海神式海上巡邏機飛越屏東恆春半島外海附近空域時遭中國人民解放軍海軍軍艦警告“你們已进入中国台湾24海里毗连区，调整航线并离开”，P-8海神式海上巡邏機的機組人員則表示“我們是在國際空域進行合法軍事行動”。

## 各方反应

### 中华人民共和国（中国大陆）
- 中共中央台湾工作办公室发言人朱凤莲表示，中国人民解放军东部战区位台岛周边开展联合演训，是对赖清德当局猖狂谋“独”挑衅的坚决惩戒，是对“台独”分裂势力蓄意破坏台海和平的严正警告，是捍卫国家主权和领土完整的必要之举[42]。
- 中华人民共和国外交部发言人郭嘉昆连续三天在例行记者会上对有关国家和国际组织的言论进行了回应：
  - 郭嘉昆在4月1日例行记者会上表示，中方有关联合演训是对“台独”分裂势力的严重警告和有力遏制，是捍卫国家主权、维护国家统一的正当必要行动[43]。
  - 针对美国、欧盟、日本对军演的指责，郭嘉昆在4月2日例行记者会上进行了正面回击，指责这些国家和组织纵容支持台独分裂行动，破坏地区稳定，分裂中国，告诫他们顺应国际社会坚持一个中国原则的大势，恪守对中方所作政治承诺，尊重中国的主权和领土完整，反对任何形式的“台独”。同时表示，联合演训是对赖清德当局猖狂谋“独”挑衅的坚决惩戒，是对“台独”分裂势力蓄意破坏台海和平的严正警告，是捍卫国家主权、安全和领土完整的负责任之举[44]。郭嘉昆还回应了菲律宾军队总参谋长的有关言论称，如何解决台湾问题是中国人自己的事，不容他人置喙，奉劝菲方不要挑衅玩火，坚决反对有关人士毫无根据地发表颠倒黑白、抹黑炒作式的言论[45]。
  - 4月3日，郭嘉昆回应日本内阁官房长官林芳正的言论时，除了再次申明演习的正当性，批评日方干涉中国内政以外，还指出，日本曾殖民奴役台湾50年之久，更应谨言慎行。2025年是二战和抗战胜利80周年，中方敦促日方反省历史，恪守中日四个政治文件，遵守“一个中国”原则[46]。
- 中华人民共和国国防部新闻发言人张晓刚在4月2日例行记者会上回答关于美国与台湾指责中国联合演训单方面改变台海现状、破坏地区和平的问题时表示，赖清德当局猖狂谋“独”挑衅，加剧两岸紧张对立，联合演训展示是对“台独”分子的有力警慑，完全正当必要、合情合理。“台独”分裂势力和赖清德当局是当前台海局势的最大挑战，是不折不扣的“危机制造者”、“麻烦制造者”。有些国家若真想台海和平稳定，就必须恪守一个中国原则，停止向“台独”分裂势力传递错误信号[47]。4月9日，张晓刚在例行新闻发布会上再次批评了美国勾结菲律宾和台湾当局在中国周边，包括台海地区制造混乱的行为，同时抨击了七国集团国家外长和欧盟高级代表对军演的指责，称他们公然违背“一个中国”原则，干涉中国内政[48]。
- 4月6日，中国驻加拿大大使馆发言人回应七国集团国家外长和欧盟高级代表的有关言论称，少数国家和组织罔顾事实，颠倒黑白，公然干涉中国内政。中方对此强烈不满，坚决反对，绝不接受。中方敦促有关国家和组织顺应国际社会坚持一个中国原则的大势，恪守对中方所作政治承诺，立即停止在台湾问题上干涉中国内政[49]。

### 中華民國（臺灣）
- 中華民國總統賴清德指示國安與國防等單位嚴密應處，對於相關狀況皆有全面掌握；中國做為區域一員，近日持續在台海周邊及印太區域，以軍事挑釁、海上灰色地帶襲擾等單邊行徑，是國際社會公認的麻煩製造者，總統府對此嚴厲譴責[8]。
- 行政院院長卓榮泰表示，國防單位會保持高度注意，在國際經貿情勢變化中，各政府都應持續關懷其國家內部的社會安定與人民生活，一昧對外展現武力，非當今進步社會國家所應該看到的[8]。
- 中華民國國防部部長顧立雄表示，國軍隨時注意相關動態，已在4月1日上午9時成立應變中心，會充分掌握情況，已啟動應變機制，適切應對。國防部指出，自3月31日上午6時至1日上午6時，偵獲共艦19艘持續在台海周邊活動，並公布了苏澳舰、田单舰、F-16AM/BM Block 20戰鬥機拍摄到的山东舰、银川舰等舰船画面影片、照片。顧立雄还指出，解放軍有相關貪腐問題，應好好解決內部問題，而不是在區域製造對和平現狀的破壞舉動[8][50]。
- 中華民國大陸委員會副主任委員梁文傑表示，強烈譴責中共對台聯合演訓，嚴重破壞台海、區域和平穩定，持續對台軍事恫嚇，坐實其為「境外敵對勢力」[8]。
- 中國國民黨主席朱立倫主持4月2日中常會時，對中共持續對台軍演表示嚴正譴責。他強調，两岸同文同种，理应保持和平。共軍最近所做的所有的軍事動作跟演習，不但對兩岸關係沒有正面幫助，對民眾的情感更是嚴重的破壞，對區域的穩定更沒有任何正面幫助，對於任何破壞區域均衡，任何影響到兩岸的和平，國民黨的立場都是堅定反對。他同时在清明节即将到来之际谴责了民进党数典忘祖，排斥异己，依赖美国势力，破坏两岸和平和睦的行为[51]。

### 美国、日本、大韓民國
- 美國國務卿馬可·盧比歐、日本外務大臣岩屋毅、韓國外交部長趙兌烈舉行三方會談，並針對此次軍演提及，維護臺灣海峽兩岸的和平與穩定是國際社會安全與繁榮不可或缺的因素的重要性。美日韓三國對中國的挑釁行動表示關切，特別是最近在臺灣周圍進行的軍事演習，並呼籲中國停止進一步破壞穩定的行動。 並鼓勵和平解決兩岸問題，反對任何單方面改變現狀的企圖，包括透過武力或脅迫。並表示，支援臺灣有意義地參與適當的國際組織[52]。

### G7+欧盟
- 4月6日下午，七大工業國組織外長及歐洲聯盟執行委員會副主席、歐盟外交與安全政策高級代表卡雅·卡拉斯發表聯合聲明稿表示，我們加拿大、法國、德國、義大利、日本、英國、美國的G7外長以及歐盟高級代表，對中國的挑釁性活動，特別是最近在臺灣周邊的大規模軍事演習表示深切關注。這些日益頻繁且不穩定的活動加劇了兩岸的緊張局勢，危及了世界的安全和繁榮。G7成員以及更廣泛的國際社會關心維持臺灣海峽的和平與穩定。我們反對任何這種威脅的片面行動破壞和平與穩定，包括訴諸武力或脅迫的方式。G7成員持續鼓勵兩岸透過建設性的對話和平解決問題[註 2][54][55]。

### 美国
- CNN发表评论，称此次軍演考驗美國決心，文中引述台灣方面分析指出，軍演時機落在美國防長皮特·赫格塞斯結束首次亞洲行，以及美中即將恢復貿易談判之際，台灣成為軍演藉口，但北京意在向華府傳遞訊號[56]。
- 美國國務院發言人塔米·布魯斯（英语：Tammy Bruce）發布聲明稿表示，中國對臺灣的侵略性軍事活動和言論只會加劇緊張局勢，並使該地區的安全和世界繁榮面臨風險。面對中國的恐嚇策略和破壞穩定的行為，美國對我們的盟友和合作夥伴，包括臺灣，的持久承諾仍在繼續。美國支援臺灣海峽兩岸的和平與穩定，反對單方面改變現狀，包括透過武力或脅迫[57][58]。
- 白宮新聞秘書、發言人卡羅琳·萊維特於白宮記者會上回應，美國重申反對任何單方面以武力或脅迫手段改變台灣海峽現狀的立場。唐納·川普總統強調維護台海和平的重要性，美國鼓勵和平解決兩岸問題，白宮國家安全委員會已就此事進行通報，他們也重申反對任何單方面以武力或脅迫改變現狀的企圖，這是國家安全部門的直接表態[59]。
- 美國在台協會發言人接受中央社訪問時回應，美國正密切關注中國在台灣周圍的軍事活動。中國升高軍事脅迫的伎倆只會讓緊張加劇，並破壞台海和平與穩定，中國再次展示了非負責任的一方，中國不認為造成區域安全和繁榮的風險有什麼問題。中國沒有理由在台灣周圍進行不負責任的威脅與軍事壓迫行動，美國將持續支持台灣面對來自中國的軍事、經濟、資訊及外交壓力的行動[60]。
- 美國中國軍事專家、美国国防部顾问奧里安娜·斯凱菈·馬絲特蘿（英语：Oriana Skylar Mastro）3月26日在參議院聽證會上指出解放軍或3、4年內做好奪台準備，希望3、4周奪台，建議台灣應該增加軍費至GDP的3.4％左右，發展出延後中國大陸解放軍登陸台灣30天的能力[61]。

### 日本
- 日本內閣官房長官林芳正1日表示，日本政府高度關注中國人民解放軍的演習動態，積極蒐集與分析情報，也向中方傳達日本的關切。而台灣海峽和平穩定對包括日本在內的國際社會極為重要。中國近年在台灣周邊的軍事行動頻繁，日本政府在日本周邊海域及空域加強警戒與監視，做好萬全準備[62]。

### 欧盟
- 歐盟對外事務部發言人發布聲明稿表示，中國在臺灣周邊的大規模軍事演習正在加劇兩岸緊張局勢。臺灣海峽的和平與穩定對區域和全球安全與繁榮具有戰略意義。歐盟對維護臺灣海峽的現狀有直接利益。歐盟反對任何透過武力或脅迫改變現狀的單方面行動。歐盟呼籲所有各方保持克制，避免採取任何可能進一步加劇緊張局勢的行動，這些行動應透過兩岸對話解決[63][64]。
- 歐洲議會大會2日通過對歐盟外交及安全政策評估報告決議文，內容多處譴責中國在台海及南海的脅迫行為，批評習近平不放棄對台使用武力的言論，強調「使用脅迫性措施實現（兩岸）統一乃違反國際法」[65]。

### 德国
- 德國聯邦外交部發言人Kathrin Deschauer於德國聯邦政府記者會上回應，德國非常擔心、非常密切地關注著這種情況。這是關於一個新的大規模的、巨大的中國人民解放軍和中國海岸警衛隊的軍事演習在臺灣周圍。必須說，這種臨時通知的演習加劇了該地區的緊張局勢，當然也影響了臺灣海峽的穩定。德國的目標是臺灣海峽的和平與穩定。這對歐洲和該地區之外也具有戰略意義。這也是關於國際安全和繁榮的。這也影響了德國和歐洲的利益。因此，我們直接關心維持臺灣海峽的現狀。臺灣海峽只能透過和平和相互協議來改變。因此，我們期望中華人民共和國作為一個負責任的國際行為者行事，而不是以進一步緊張該地區穩定與和平局勢的行為，而不是進一步加劇緊張局勢[66]。
- 德國聯邦外交部也於社群平台X發布聲明稿回應，中國圍繞臺灣的軍事演習加劇了緊張局勢，令人擔憂。臺灣海峽的穩定對區域和全球安全至關重要，也影響了歐洲的繁榮。現狀只能透過和平和相互協議來改變，而不是武力或脅迫[67]。

### 英国
- 英國外交、國協及發展事務部發言人發布聲明稿表示，英國擔心中國在臺灣周邊的軍事演習，這是活動模式的一部分，正在加劇緊張局勢，並面臨臺灣海峽危險升級的風險。英國重申我們對臺灣海峽的和平與穩定的明確關注，這對全球繁榮至關重要，並重申我們對自由開放的印度洋-太平洋的支援。英國認為臺灣問題應由臺灣海峽兩岸人民透過建設性對話和平解決，不受威脅、使用武力或脅迫。軍事演習或對臺灣的威脅不利於這種對話。我們不支援任何改變現狀的單方面企圖。英國呼籲克制和避免任何可能破壞和平與穩定的進一步行動[68][69]。

### 加拿大
- 加拿大全球事務部於社群平台X、Facebook發布聲明稿回應，加拿大對中國最近在臺灣周邊的軍事演習深表關切。這些威脅性行動加劇了緊張局勢，破壞了該地區的穩定，影響了全球安全和繁榮。加拿大呼籲中國透過和平手段解決兩岸分歧[70][71]。

### 瑞典
- 瑞典國防大臣（英语：Minister of Defence (Sweden)）波爾·榮松於國會接受質詢並給予書面回應，中國針對台灣的行動令人擔憂，軍事威脅是不可接受的。台海兩岸歧見，必須在尊重台灣人民意志的前提下和平解決。阻止擁有武裝力量的國家試圖破壞基於規則的世界秩序並違反國際規則和規範符合瑞典的利益。瑞典與北約盟國正在就北約如何加強歐洲-大西洋地區的共同防禦進行對話，該地區屬於北約的責任區。除此之外，瑞典與印度-太平洋地區的夥伴保持著良好的雙邊合作，並在歐盟和北約框架內努力加強與該地區夥伴的國防政策合作[72][73]。

### 
- 澳洲外交貿易部發布聲明稿表示，中國在臺灣周邊的軍事和海岸警衛隊演習令人深感擔憂。澳洲強烈反對增加事故、誤判和升級風險的行動。正如我們之前所說，這些軍事演習是不成比例的，而且不穩定。分歧應該透過對話來解決，而不是透過威脅或使用武力或脅迫。澳洲不希望看到臺灣海峽兩岸的現狀發生任何單方面變化。臺灣海峽兩岸的和平與穩定符合我們所有人的利益。澳洲官員已經向中國官員表示擔憂[74]。

### 菲律賓
- 4月1日，菲律宾武装部队总参谋长小羅密歐·S·布勞納（英语：Romeo Brawner Jr.）上将警告部队，需为中国大陆可能攻臺的情况做好准备，一旦中国大陆攻击臺湾，他们将站在「救援行动的最前线」，若臺海发生衝突，马尼拉势必会被卷入，必须撤离在臺湾工作的25万名菲律宾劳工[註 3][76]。